# کاچی راقرا
کاچی راقرا (به اسپانیایی: Kachi Raqra) یک کوه در پرو است که در Peru, Lima Region واقع شده‌است. کاچی راقرا ۴٬۶۰۰ متر بالاتر از سطح دریا واقع شده‌است.